# Power-to-Protein
Power-to-Protein (PtP) (frei übersetzt „Strom zu Eiweiß“) ist eine energiewirtschaftliche Technologie, die elektrische Energie zusammen mit CO2 und Stickstoff N2 in Proteine umwandelt, ohne dabei auf die Photosynthese zurückzugreifen. Sie verzichtet völlig auf Eiweiß von tierischen oder pflanzlichen Quellen, benötigt aber großtechnische Bioreaktoren zur Massenproduktion von Single-Cell-Protein (Mikroben) zur Erzeugung von Nahrung für den Menschen oder Tierfutter.

## Prozessschritte
Hauptnährelement ist Wasserstoff H2, der durch Elektrolyse (idealerweise mit überschüssiger erneuerbarer Energie) erzeugt wird. Bei der Reaktion werden außerdem CO2 und Ammoniak NH3 verbraucht, bezüglich deren Herkunft bestehen Unterschiede bei den verschiedenen Verfahren. Üblich sind ein- oder zweistufige Prozesse.

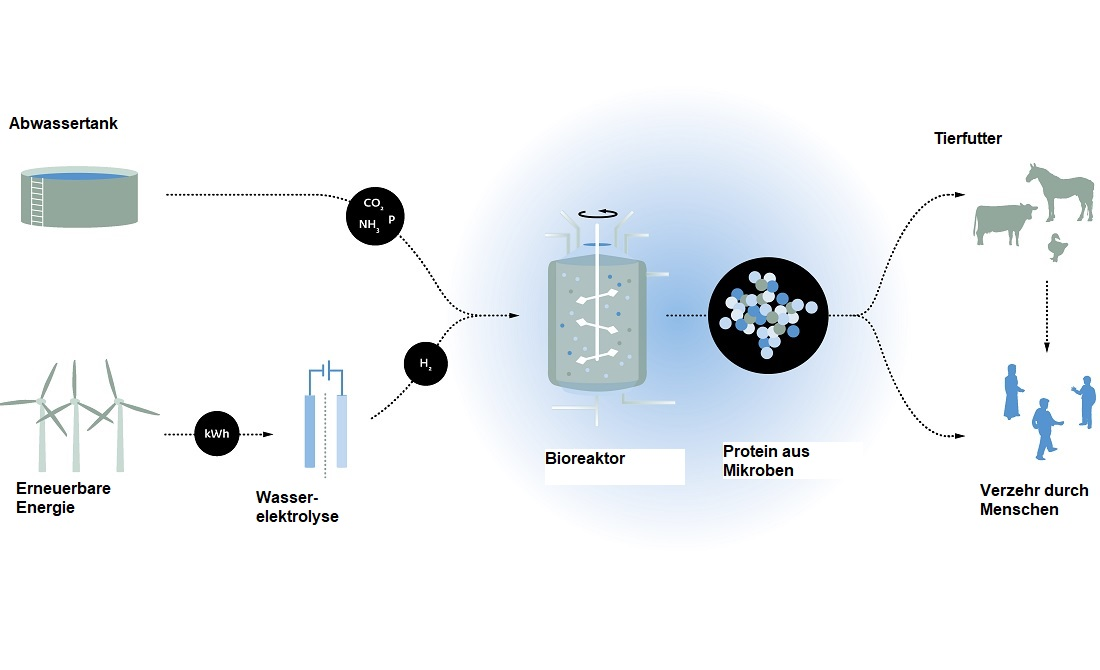
Schema vom Power-to-Protein

### Benelux-Länder
Der Calvin-Benson-Bassham-Zyklus kann in dem Wasserstoff-oxidierenden Bakterium Cupriavidus necator mit einer Effizienz von 9,5 mg/kJ (34 g/kWh) eine Biomasse produzieren, die 70–75 % Protein enthält. Da NH3 nur teuer produziert werden kann (Haber-Bosch-Verfahren), hat man nach alternativen Möglichkeiten gesucht. Ammonium ist in unseren Abwässern reichlich vorhanden und wird in der heutigen Situation meist durch (De-)Nitrifikation in Stickstoffgas umgewandelt. Eine belgisch-niederländische Kooperation errichtete ein Pilotprojekt. Der Klärschlamm aus den Kläranlagen wird derzeit von der Energy Factory, einer Initiative der niederländischen Regierung, ausgefault und zur Erzeugung von Biogas verwendet. Das Abwasser aus der Schlammbehandlung enthält hohe Ammoniumkonzentrationen, die z. B. durch Ammoniak-Abscheidung ('ammonia-stripping') effizient zurückgewonnen werden können. Aus der Pilotanlage konnten viele Erkenntnisse gewonnen werden, die für den Bau größerer Anlagen von Bedeutung sind. Willy Verstraete, emeritierter Professor des Center for Microbial Ecology and Technology an der Universität Gent (Belgien) hat die Entwicklung an diesem Verfahren wesentlich voran getrieben.
Das niederländische Unternehmen Farmless möchte in eine Pilotanlage die Fermentierung zur Proteingewinnung mit spezieller Aminosäuren-Zusammensetzung erproben. Das Ausgangsmaterial für die Fermentation wird mit CO2, Wasser, Stickstoff und erneuerbarer Energie hergestellt.

### Skandinavien
Die finnische Firma Solar Foods produziert NH3 elektrolytisch mit erneuerbarer elektrischer Energie aus dem Stickstoff der Luft unter Zuhilfenahme von Wasserstoff. Sie hat im finnischen Vantaa eine erste Fabrik errichtet und 2023 in Singapur das erste Produkt (genannt Solein) als Eiscreme auf den Markt gebracht.
Mit Acetat-produzierenden Bakterien (Wood-Ljungdahl pathway) wird in einem ersten Schritt Essigsäure gebildet und in einem zweiten Schritt daraus durch Hefe (Saccharomyces cerevisiae) fermentiert (Brauprozess). Der Vorteil dieses zweistufigen Prozesses ist eine höhere Ausbeute von 24 mg/kJ (86 g/kWh) im 2. Schritt.
Das Novo Nordisk Foundation CO2 Research Center (CORC) öffnete im Januar 2022 eine Forschungseinrichtung an der Aarhus Universität (Dänemark) und wird von der Bill & Melinda Gates Foundation unterstützt. Geplant ist, großtechnisch CO2 aus industrieller Produktion (z. B. Zementindustrie) zu entnehmen. Die ursprüngliche Idee dazu stammt aus dem Labor von Lars Angenent von der Universität Tübingen.

### Übrige Welt
Mit methylotrophen Bakterien lässt sich Methylalkohol erzeugen, wobei die energetische Ausbeute mit bis zu 30 mg/kJ hoch ist. Die Firma Calysta (USA/UK) fermentiert damit im industriellen Maßstab Proteine und plant mit Partnerfirmen bis Ende 2026 in Saudi-Arabien eine Anlage mit einer Produktionskapazität von 100.000 t/Jahr zu errichten.

## Ökologische und energiewirtschaftliche Vorteile
Energiewirtschaftlich und ökologisch sinnvoll ist die Nutzung der Power-to-Protein-Technologie nur, wenn für die Herstellung Stromüberschüsse aus erneuerbaren Energien (EE) verwendet werden. PtP hat auch weitere ökologische Vorzüge: Die Erzeugung von 1 kg Solein benötigt 10 Liter Wasser, wohingegen der Wasserbedarf für 1 kg Soja bei 2.500 Litern und für 1 kg Rindfleisch bei 15.000 Litern liegt.

## Möglichkeiten für die Welternährung
Umwelt-Analysten warnen davor, dass die Herstellung tierischer Proteine große Landmassen für Weidebetrieb von Vieh oder als Äcker für Soja-Viehfutter in Anspruch nehmen. Dadurch kann die Biodiversität extrem leiden. Wenn es gelingt, große Mengen an erneuerbarer Elektrizität kostengünstig zu gewinnen, so könnte dieses Verfahren in Zukunft dazu beitragen, den Weltbedarf an Proteinen zu stillen. In Konkurrenz dazu verbreiten sich neue Möglichkeiten in industriellem Maßstab um Proteine umweltschonend zu generieren: Über die Anzucht von Insekten (Entomophagie beim Menschen), über Mykoproteine (Quorn) und der Umwandlung von Abfall mit physikalischen, chemischen und biologischen Methoden (waste-to-protein).